# Єврейська комуністична спілка молоді
Єврейська комуністична спілка молоді, Євкоммол — поміркована єврейська молодіжна організація соціалістичного спрямування. Виникла у 1920 після розколу молодіжної організаціїції, що існувала при лівому Бунді, — Югендкомфарбанду. Коли більшість членів Югендкомфарбанду виступила за приєднання до Російської комуністичної спілки молоді, то незгідні з цим рішенням вийшли з організації й створили власну спілку — Євкоммол. Євкоммол був самостійною організацією, яка орієнтувалася на Поалей Ціон: у серпні 1921 року Київський фарбандерат (з'їзд) спілки офіційно визнав програму даної партії.
На початку 1920-х років Євкоммол відігравав помітну роль у молодіжному русі УСРР, провів низку масових кампаній серед єврейської молоді. Організації Євкоммолу діяли, зокрема, в Києві, Харкові, Одесі, Катеринославі (нині Дніпро), Кременчуці, Полтаві, Бердичеві, в багатьох інших містах та селищах УСРР. Найбільш міцними та численними вони були в Сосниці та Пирятині. В січні 1923 року в умовах тиску з боку радянських властей 3-тя Всеросійська конференція Євкоммолу ухвалила рішення про ліквідацію спілки та її злиття з Російською комуністичною спілкою молоді (РКСМ).